# Soteska Guayadeque
Soteska Guayadeque, špansko Barranco de Guayadeque, je dolina tipa grapa, ki je v španskih občinah Ingenio in Agüimes, v provinci Las Palmas na otoku Gran Canaria, na Kanarskih otokih.
Ena največjih grap na otočju je znana po arheoloških ostankih in dragocenih endemičnih vrstah rastlin in živali – med slednjimi je tudi ena največjih vrst kuščarjev. Znana je tudi po velikem številu jamskih hiš, vključno s puščavnico in različnimi restavracijami, vkopanimi v skalo.

## Opis
Je v jugovzhodni četrti otoka Gran Canaria, dolina se začne pri kraterju Las Marteles (na približno 1500 m nadmorske višine) in sledi smeri SZ/JV. Ločuje dve španski občini Ingenio in Agüimes, z Agüimesom na južni strani.
Cesta GC-103 sledi dnu doline in toku potoka Guayadeque ter se konča pri Montaña de las Tierras, kjer so jamske restavracije in jamski domovi. Na poti cesta prečka Bermeja cave, majhno naselje 4 km navzgor po cesti od centra za obiskovalce. Onkraj Montaña de las Tierras je pešpot, ki se povzpne do kraterja Las Marteles in se nato združi s cesto GC-130.
Strani doline predstavljajo več kot 300 m in včasih 400 m višinske razlike. Za dolino so značilne terasaste površine za nasade, kjer so pogoste fige in mandljevci.
Relief območja je nastal zaradi vulkanske dejavnosti in erozije. Zemeljski substrat je iz bazaltnih kamnin.

## Etimologija
Guayadeque, po Ignaciu Reyesu, pomeni 'mirni duh' ali 'rezervat miru' v predšpanskem lokalnem jeziku.

## Arheološke ostaline
Lokacija je bila nekoč najbolj poseljena dolina na otoku in vsebuje na stotine jam. Vsi ljudje, ki so tam živeli, so pustili veliko mumij in drugih grobnih ostankov v nekaterih jamah, dobro varovanih zaradi težavnega dostopa do jam, v katerih so jih pustili. Te jame so jama Labor (Cueva Labra), številne jame (Cuevas Muchas), Canary Cliff (Risco del Canario), Vincent Cliff (Risco Vincentico), Black Cliff (Risco del Negro), itd... Grapa je tako med najpomembnejšimi prazgodovinskimi grobišči na otoku.
Jame so nato uporabljali kot bivališča, skladišča hrane in za obrede plodnosti. Včasih so bile grobne jame ponovno uporabljene, v teh primerih pa je bila posebna pozornost namenjena zaščiti lobanj s kamni  in, v Guayadequeju, pokritih z živalskimi kožami ali pokrovi, tkanimi iz trstike.
V 19. stoletju je bilo veliko razdejanja zaradi hudega plenjenja; veliko predmetov, najdenih na mestu, je prišlo do Kanarskega muzeja v Las Palmasu, ki jih je kupil. Kasneje je bilo območje označeno kot naravni rezervat, da bi preprečili ropanje in drugo škodo.
O pomenu vodotokov skozi dolino pričajo številni ostanki vodnih mlinov.
Na začetku ceste GC-103 je bil zgrajen muzej: muzej Guayadeque – Center arheološke interpretacije (šp.: Museo de Guayadeque – Centro de Interpretación Arqueológica). V njem je razstava o človeških dejavnostih v dolini, ki segajo v predšpanske čase.

## Narava
Soteska je dom več kot 80 endemičnih vrst, zlasti Gallotia stehlini (Sp. Lagarto Canarión), največja vrsta kuščarja v Evropi in Afriki, ki lahko doseže 80 cm v dolžino.
Vegetacija vključuje elemente termofilnega gozda in neobičajne rastlinske vrste, ki se srečujejo na strmih pobočjih. Take so na primer Kunkeliella canariensis (v Sp. escobilla de Guayedeque), rastlina iz družine sandalovcev, Helianthemum tholiforme, Polycarpaea filifolia (Sp. pataconejo fina) in veliko drugih rastlin, endemičnih za otok.

## Demografija
Prebivalstvo doline Guayadeque se manjša, vendar grozdi ostajajo. Ena skupina je Cueva Bermeja ('Rdeča jama'), majhen zaselek, ki svoje ime dolguje barvi kamna. Drugo je Las Tierras Mountains, mesto Los Marteles, mesto puščavnice sv. Janeza Krstnika.
V obeh grozdih obstajajo storitve, restavracije, trgovine s spominki in se lahko poskusi vino, značilno za to območje, pa tudi ocvrto svinjsko meso in kanarski naguban krompir.

## Zaščita
Dolina Guayadeque je bila 21. junija 1991 uvrščena na seznam španske dediščine kot območje kulturnega pomena v kategoriji Arheološko najdišče, ki ga ureja zakon o zgodovinski dediščini Kanarskih otokov. Kraljevi odlok 126/1991 je bil objavljen v Boletín Oficial de Cantabria naslednjega 12. julija.
Prav tako je bilo razglašeno za naravni spomenik z zakonom o naravnih območjih Kanarskih otokov in je registrirano na seznamu mreže evropske dediščine naravnih pokrajin kot trogloditsko območje.

## Galerija
- Pogled z J-V (morje je za nami)
- Stare stopnice, ki vodijo do jame
- Še eno jamsko bivališče
- Bermeja cave, skupina hiš in jamskih hiš
- Eden od potokov, ki tečejo v dolini
- Strma pobočja
- Rastlinstvo od blizu. Hiše ob vznožju pečine, sredina fotografije
- Gora Babel in cvetoči mandljevci